# Tirso González
Tirso González de Santalla (ur. 18 stycznia 1624 roku w Arganza w Hiszpanii, zm. 27 października 1705 roku w Rzymie) – hiszpański teolog, a od 1687 roku trzynasty Generał zakonu jezuitów.
W 1673 napisał dzieło Fundamenta theologiae moralis, jednak przełożeni sprzeciwili się jego publikacji z uwagi na to, że propagowało ono probabilioryzm (jezuici wyznawali probabilizm). Po interwencji u bł. Innocentego XI Święte Oficjum wydało w 1680 dekret zakazujący cenzurowania probabilioryzmu. Odtąd dzieło Gonzáleza było wydawane wielokrotnie i wpłynęło znacząco na rozwój myśli teologicznej, doprowadzając ostatecznie do uznania za oficjalne stanowisko Kościoła kompromisowego ekwiprobabilizmu (św. Alfons Maria Liguori).